# Refaat Alareer
Refaat Alareer (en arabe : رفعت العرعير), né le 23 septembre 1979 à Gaza où il est mort le 6 décembre 2023, ciblé par une bombardement israélien, est un écrivain, poète, professeur et activiste palestinien de la bande de Gaza. Il enseigne la littérature et cofonde l'organisation We Are Not Numbers, qui met en relation des auteurs expérimentés avec de jeunes écrivains de Gaza.

## Biographie

### Jeunesse et formation
Refaat Alareer naît en 1979 à Shuja'iyya dans la ville de Gaza. Selon lui, grandir à Gaza signifie que « chaque geste que j'ai pris et chaque décision que j'ai prise ont été influencés (généralement négativement) par l'occupation israélienne ».
Alareer obtient une licence en anglais en 2001 à l'université islamique de Gaza et une maîtrise de l'University College de Londres en 2007. Il obtient un doctorat en littérature anglaise à l'Université Putra Malaysia.

### Carrière engagée
Alareer publie deux volumes de nouvelles palestiniennes, Gaza Unsilenced (2015) et Gaza Writes Back (2014). Dans une interview, Alareer déclare : « Gaza Writes Back était une tentative de fournir un témoignage aux générations futures. » En 2007, il devient professeur à l'université islamique de Gaza, où il enseigne la littérature du monde et l'écriture créative,. Cela inclut l'œuvre du poète israélien Yehuda Amichaï, qu'il qualifie de belle mais de dangereuse. Il cofonde l'organisation We Are Not Numbers, un programme de mentorat qui met en relation des écrivains de Gaza avec des auteurs de l'étranger.
Pendant la guerre à Gaza depuis 2023, Alareer fait des apparitions médiatiques sur la BBC, Democracy Now!, et ABC News,,. Immédiatement après l'attaque menée par le Hamas contre Israël en octobre 2023, il la qualifie de « légitime et morale » et déclare qu'elle était « exactement comme le soulèvement du ghetto de Varsovie ». Il rejette également les allégations de violences sexuelles envers le Hamas après l'attaque du 7 octobre, les qualifiant de mensonges utilisés pour « justifier le génocide de Gaza »,.

### Tué par l'armée israélienne
Refaat Alareer est tué lors d’une bombardement israélien le 6 décembre 2023, à l'âge de 44 ans. Son frère Salah et son fils Mohammed, ainsi que sa sœur Asmaa et trois de ses enfants (Alaa, Yahia et Mohammed), font aussi partie des personnes tuées lors de la même frappe aérienne,.
Euro-Med Monitor, dirigé par le financier palestinien Ramy Abdu, publie un communiqué selon lequel Alareer aurait été spécifiquement ciblé par cette frappe aérienne, affirmant que l'appartement dans lequel Alareer se trouvait avec sa famille a été « bombardé chirurgicalement au sein du bâtiment où il se trouvait, selon des témoins oculaires et des récits familiaux corroborés. « menaces de mort en ligne et par téléphone qu'aurait reçues Refaat et ce depuis des comptes israéliens » ». Selon Tikun Olam (en), le cabinet de sécurité d'Israël (en) aurait ordonné l'assassinat d'Alareer en raison d'une blague de mauvais goût de ce dernier à propos d'une fake news israélienne prétendant qu'un combattant du Hamas avait mis un bébé dans un four,,. La journaliste américaine Bari Weiss aurait réagi violemment et Refaat Alareer aurait déclaré le 31 octobre 2023 : « Si je suis tué par des bombes israéliennes ou si ma famille est blessée, je blâme Bari Weiss et ses semblables. De nombreux soldats israéliens maniaques bombardant déjà Gaza prennent ces mensonges et ces calomnies au sérieux et agissent en conséquence. »,.
Dans sa dernière interview avant d’être tué, avec le bruit des bombes israéliennes en fond sonore, Alareer déclare qu’il se sent impuissant et que, même s’il n’avait pas d’armes, il se défendrait si les militaires israéliens venaient chez lui,.

### Vie Privée

#### Famille
Alareer et sa femme ont six enfants, dont les filles Amal (~ 8 ans) et Linah (~ 10 ans). Lors de la guerre de Gaza en 2014, Israël tue son frère Hamada, ainsi que le grand-père, le frère, la sœur et les trois enfants de sa femme Nusayba. Pendant la crise israélo-palestinienne de 2021, Alareer écrit un article dans The New York Times dans lequel il raconte que lui et sa femme ont perdu plus de 30 proches.
Le 26 avril 2024, sa fille aînée, son petit-fils et son gendre sont tués dans le bombardement de leur maison d'Al Rimal par l'aviation israélienne,.

## Hommages
Le fondateur palestinien de l'Observatoire euro-méditerranéen des droits de l'Homme (Euro-Med Monitor), Ramy Abdu, déclare que les soldats israéliens « ont pris pour cible, poursuivi et tué la voix de Gaza, l'un de ses meilleurs universitaires, un être humain, mon cher et précieux ami. »
Le 8 décembre 2023, un internaute publie sur X une traduction en chinois du poème If I must die. Des dizaines de personnes suivent son geste en traduisant le poème de Refaat dans leur langue maternelle, lui rendant ainsi hommage,.
En 2024, les éditions Libertalia publient un recueil de poèmes écrits par des Palestiniens et Palestiniennes de Gaza, dont le titre est Que ma mort apporte l'espoir  (ISBN 9782377293452). Il contient des poèmes « consécutifs à l’offensive israélienne lancée en représailles à la violente attaque du 7 octobre » et des poèmes écrits avant cette actualité immédiate, ainsi qu'une postface de Karim Kattan, auteur palestinien, et une préface de Nada Yafi, ancienne diplomate et interprète en arabe.